# Selaginella uncinata
Selaginella uncinata, Blå mosslummer, är en mosslummerväxtart som först beskrevs av Nicaise Auguste Desvaux och Jean Louis Marie Poiret och som fick sitt nu gällande namn av Antoine Frédéric Spring.
Selaginella uncinata ingår i släktet mosslumrar och familjen mosslummerväxter. Inga underarter finns listade i Catalogue of Life.